# Mudakavi, Ramdurg
Mudakavi là một làng thuộc tehsil Ramdurg, huyện Belgaum, bang Karnataka, Ấn Độ.